# インスタントエンジェル天子様が来る!
『インスタントエンジェル天子様が来る!』（いんすたんとえんじぇるてんこさまがくる!）は、安堂友子による日本の4コマ漫画作品。
『まんがタイム』（芳文社）にて2005年2月号から2018年8月号まで連載されていた。また『まんがホーム』（同）にて2006年4月号から6月号にゲスト掲載の後に同年7月号より2012年8月号まで連載。単行本が1巻まで刊行されたが、絶版となっている。また2010年にはよりぬき版の「プレミアム天子様」が刊行されている。なおまんがタイムwebにはこの作品のウェブ限定作である『フェアリーズにお願い!』が連載された。
同作者の『開運貴婦人 マダム・パープル』のキャラであるマダム・パープル、山田ヒナギク、プリンセス・チェリーの3人そっくりなキャラが登場することがあり、他の2人に関しては、ただ似ているだけ、とも言えるが、マダムに関しては、この作品が初登場で、別漫画の主人公として独立させたらしい。

## あらすじ
インスタント食品の精「天子様」が湯気と共に出現し、願い事を何でも1つだけ叶えてくれる。それは噂や都市伝説ではなく事実であった。彼女やその仲間の妖精の叶える願い事や、それによってもたらされる様々なドタバタを題材にしたギャグ4コマ漫画。

## 登場人物
以下には単行本未収録分に登場するキャラも、紹介されている。

### 妖精（フェアリーズ）
だいたい1年に1匹の割合で増える。作者はすでに6匹目のアイディアがあるらしい。天子、福美、美千華、小夢は、最近では4匹で一緒に行動することが多くなっている。ユキジは現在のところ、他の妖精との絡みネタはない。フェアリーズの存在は、老若男女を問わず、ほとんどの人間に認知されているため、見た人間は、すぐ彼女らが誰だかわかり、ごく普通に接する（まれに、知らない人間もいるが）。天子達は、それぞれが宿っている食品を貶したり粗末に扱ったりする事を決して許さず、そういう事をした輩には容赦なく暴力的な制裁を加える。一見大人しそうな小夢ですら例外ではないが、ユキジだけはそういう面は無い。大勢で力を合わせると、より大きな奇跡（ミラクル）を起こせるが、超不器用な妖精（ユキジ）が協力すると、逆にショボくなるらしい。彼女達にとって、花の蜜はお酒。
天子（てんこ）
主人公。通称：天子様。肩までの黒髪の、インスタントラーメンの精。カップ麺にお湯を注いでふたを開けると湯気と共に出現して、願い事を何でも1つだけ叶えてくれる。見た目は神聖な天使の姿であるがクリスチャンではない。性格は俗なところがありイケメンには弱く、呼び出した相手がイケメンだと、出現スタイルを豪華にする。必殺技は右ストレートの天子パンチ。カップ麺の精なので、生麺をライバル視している。また、ファーストフードも敵らしく、ハンバーガーも許さない。食べ物ではないが彼女も福美も「年に1回物を配るだけのジイさん」（サンタクロース）をライバル視している。光背（カップめんのフタ）は、取り外し可能。
妖精ゆえか毒キノコを食べても平気で、一口食べることで食用キノコか毒キノコかの判定ができ、そのせいでキノコの判定を頼まれたりする。願いを叶える時に応じる際の口癖は特に無いが、出現時に「はろー、私は天子」と言う癖がある。
出現するカップ麺に手が加えられていると、それが天子にも影響を及ぼすらしく、カップ麺にプロテインを入れた場合は出現した天子が筋肉質になり、湯が足りずに水が注がれた場合は風邪を引きそうになった。また、湯気でスチームブローしているらしく、水を注がれてぬるくなった時は髪と羽が毛羽立ってしまった。似たパターンとしては、カップ麺に入れられた別の食べ物を、出現した時に、すでに食べていた。
通常、叶えられる願いは1人1つだけで、「叶えられる願い事の数を増やして欲しい」という願いはNGワードとし、言った場合は願いを叶えずに消えるのだが、純真な幼い兄弟に「1つの願い事をみっつにして」と頼まれ、3つの願い事を叶えたことから、その気になれば一度に複数の願い事を叶えることも可能と思われる。
「世界が欲しい」と願いを言われた時は、1枚の紙を出し、世界地図を何も見ないで完璧に描けなければ、叶えないことにしている。
調教師に頼まれてイルカが考えていることを伝えたり、家族が席を外している間にその場にいた猫の願いを叶えたことから、動物の言葉がわかるらしい。
容貌のモデルは作者の友人。モチーフは天使＋仏像(手のポーズ)
福美（ふくみ）
スナック菓子の精。お菓子の袋を開ける事に失敗して中身をこぼすと出現して、願い事を何でも1つだけ叶えてくれる。頭の上に天使の輪のようなものがある。ハートマークのついた服と杖を持っているが、杖は単なる気分を出すために針金とセロハン紙で作ったただの飾り。話す際は語尾を伸ばす癖を持つ。モチーフはキューピッド。
天子とは友人でありライバルであり後輩のような間柄。天子と敵対することもあれば仲がいい時もあり、協力する時もある。最近は天子・三千華と行動をともにしていることが多い。怒っていても泣いていても常にニコニコと笑顔であるが、性格は陰湿。ゴキブリが 苦手で、メガネ男子好き。
たこ焼き屋の願いでタコを調達するために巨大ダコの足を切り取る、タンスを投げ飛ばす、金属製の開かずの扉を粉砕する、腕相撲の相手を病院送りにする、依頼者の刑事の願いをあとで聞くために入っていた胸ポケットの中で弾丸を受け止めるなど、見た目に反してかなりの怪力の持ち主でもある。また、空を飛ぶのが速い。
最近の連載作では主に「TVでありがちな演出の反対の演出」を依頼者に見せる「見てみたい」シリーズでの出番が多い。
天子が生麺をライバル視しているとの同じように、「個別包装でオシャレなハンパに単価の高い菓子」をライバル視している。筆頭はマドレーヌ。
容貌のモデルは作者の友人。
三千華（みちか）
炭酸飲料の精。丁寧な口調で性格はクール。見た目は上品で物腰は柔らかいが、手の指が鋭利な形状になっており、伸ばしてものを削ったり切断したりはお手の物。凶器レベルであり、依頼者を恐れさせることも多々ある。炭酸飲料を粗末にする人には容赦しない。口癖は「おまかせあれ」。モチーフはウンディーネ。
手の指は建物の壁に爪を立てて上れるくらい頑丈で、極めて鋭い。足元から湧き上がる水球も武器になり、飛ばして攻撃可能。
山頂で高い炭酸飲料を飲むと、装いがちょっと豪華なレアバージョンで現れる。
自身が冷たい炭酸飲料の精のため、暖かい飲み物をライバル視している。最初は天子や福美に存在を知られていなかった。
炭酸であればアルコールも対象になるので、ビール等から出現することもある。その場合、大人（アダルト）仕様になり、自分用の酒を出して一緒に飲みながらくだを巻く。
小夢（こゆめ）
乳製品の精。天子達に歓迎会を催された。まだ見習いで、依頼者の願い事を中途半端な形でしか成就できない。それは本人も自覚しており、依頼者に必ずその旨を伝えている。依頼者が中途半端になることを見越した内容で願い事をしても、大抵は裏目に出てしまう。口癖は「ハンパになるけど、あーい」モチーフは天女・仙女。
最も困らされるのは遭難者で、助かりたくても下手に願うとどう半端になるか分かったものではないため、「雪山小夢」として、悪夢とさえ言われている。
時には「ハンパになる」特徴が功を奏する場合もあり、例えば「魚嫌いの子供を魚好きにしてやって」と願った場合、他のフェアリーズだと「好きになり過ぎて逆に食べられなくなる」のだが、小夢だとそこまで行かず「喜んで食べる」に止まるため、ちょうどよくなる。
フェアリーズの中では末っ娘ポジションだが、別にぞんざいに扱われたりはしていない。しかし、お月見に誘われた時、月見団子のラスト1個を狙う天子様達が睨み合っているスキにそれを食べてしまうなど、そのポジションを上手く利用しているところがある。
口が大きく、みかんを丸ごと1個口にほおばって皮ごと食べ、「へた」だけ吐き出す、という、人間と違う食べ方をする。
鈴を転がすような美声の持ち主で、歌が上手いのだが、「歌って」と願われるとハンパになって場所に合わせた選曲ができない（幼稚園のお誕生会で「ドナドナ」を歌う、など）ため、引かれてしまう。
フェアリーズの中では唯一の衣装持ちで、コロコロと服が変わる。
ユキジ
菓子パンの精。賞味期限が近づき安売りされている商品に宿る。切なくなるような方法で願い事を叶える。よく風に飛ばされたり、アイスを落っことしたり、小動物に獲物と間違えて咥えられたりと、自身が不幸に見舞われる。不幸は時に周囲にも影響を及ぼすことがあり、電化製品売り場を通っただけで商品が次々に壊れたりすることも。力が極端に弱く、小動物はおろか、アリに負けたことも。
扉ページにも登場するようになったが、その場所は扉絵から離れたページの左端に固定され、後には扉ページからも外れて最終ページ左端に。性別が判りにくい名前と容姿だが、「ユキジ自身の観察日記をつけさせて」という願いごとで書かれた日記に「彼女」と書かれている。
力がないのではなく、絶望的に不器用なだけ。天子達と違って魔法的な力を使わず、自力で必死に何とかしようとする姿が同情を誘い、悪の組織が拷問相手に「そういうことをさせる姿を見せるぞ」と迫るのに利用されることもある。
天子をはじめとする他の精達との絡みが一切無いのも特徴。彼女達は、噂でしかユキジを知らない様子。
電子書籍版５巻において、カラオケでバイトをしていた時、打ち上げ中の天子達５人の部屋にジュースを運んだ際、初めての邂逅を果たし、6巻の最終のネタ（復活前）では、リフレッシュ休暇で天子様達とともに温泉に行っていることが判明した。
モチーフはクリオネ、スナメリ、クチナシ。
七星（ななせ）
カロリーゼロの合成甘味料の精。星の飾りが付いた杖を持つ点は、福美に似ている。同じ飾りが付いた魔女風の帽子も着用。願いに対して「らじゃ、らじゃ」と返すのが口癖。モチーフは流れ星と白魔女。名前の由来は北斗七星。
人の為になること、お願いされることが大好きで、願われると嬉しくてついついサービスしてしまう。つまり「過剰に願いを叶える」のが特徴で、その「過剰」の部分が依頼者にとってのマイナスになってしまう。（例：豪華なマンションに住みたい→同居してくれる大家族を勝手にオプションとして付けてしまう、試合に勝ちたいボクサー→筋肉を付け過ぎてウェイトオーバーしてしまう、など）
過剰に願いを叶えることで、人の人生を操作して楽しんでいるフシがある。
他には、天子の知り合いで、人間サイズで八頭身のブロンド美人の妖精や、蝶のような羽を持つ妖精（髪を後ろで丸く束ねている。カワイイが性格は悪く、お金にルーズらしい）も1コマだけ登場している。また、福美曰く「マイナス条件（心が汚いなど）で見える妖精」も「わりといる」らしいが、どちらも、顔も名前も不明。

### 人間（レギュラーキャラ）
天子がしょっちゅう訪れる人たち。願い事と関係なく訪れることも。
ユリエ
明日のスターを夢見る劇団員女優。長年都会で頑張っているのに全く垢抜けない素朴な人物。天子に好かれているのか、抱擁されたり旅行のお土産をもらったりすることも。
同じ劇団の後輩から想いを寄せられているが、本人は気づいていない。（その後輩も準レギュラー級に登場している）
アニキ&舎弟（しゃてい）
スーツ姿にアゴヒゲを生やしたアニキと、茶髪にニキビ、中央上の前歯が欠けた顔の舎弟の、ワル2人組。人様に言えない様な仕事をしているらしいが、詳細は不明。天子を利用して悪巧みを考えたりするが、必ず失敗する。登場頻度は多く、ほぼ毎回登場している。舎弟の髪の色（茶髪）は染色ではなく天然でクォーター。裕福な家庭の出身でインターナショナルスクールに通っていた帰国子女で英語やフランス語はペラペラ。友人の結婚式に出席の際に発覚した。
舎弟は友人の結婚式で、友人代表でスピーチを頼まれたり受付を手伝ったりするあたり、実は真っ当な社会人。実家が超金持ちで彼女もいるらしく、さらに母親がフランス人で自身も10歳までフランス暮らし、今は20万円のセレブ用を愛用する、呼ばれた結婚式の花嫁に惚れられるほどモテる、霊感があって霊媒師として頼られるほど。など、あまりのスペックの違いを無自覚・無意識に見せつけることで、アニキを落ち込ませてしまうこともしばしば。顔がそっくりな妹がいるが、こちらもモテモテらしい。
一方のアニキは学生時代はボックスシーイング部という珍しい箱を眺める部活に参加するなど、文化部の系統だった。
初期の舎弟は、左耳にピアス2つと輪っかのイヤリングを付けていた。また、2回目の登場までは、線目ではなかった。舎弟はバイキングに行くくらいケーキが好きだが、アニキは辛党でケーキが嫌い。
終盤では、ユキジとの絡みが増えた。
日余和（ひよわ）
1巻最初の4コマに登場、その後時々登場するキャラ。名前のとおりひ弱な体。髪は後ろで束ねるくらいの長さ。天子に「健康優良児にして」と頼んだが、「食生活を見直せ!!」とビンタされた。
バレンタインのチョコをたくさんもらって見栄を張りたいと頼み、そのとおりにチョコをたくさんもらったのだが、その全てに力いっぱい「義理」と書かれていて、かえって恥をかいてしまった。
作中で天子・福美と初めて遭遇したのは彼。
晴彦（はるひこ）
思春期真っ盛りのちょっとスケベな学生。恋愛やスケベなことをよく天子に頼むが、ろくな結果にならない。クラスメートの白鳥さんに片思いしている。彼を溺愛する教育ママがいる。父親は単身赴任中。
白鳥舞（しらとり・まい）
晴彦が片思いしている同級生。ダメ男が好き。裕福な家庭らしく、天子もなかなか入るスキがない。作中では珍しい、フルネームが判明しているキャラ。
ジゴロ
金持ちでニートでハンサムと三拍子揃ったダメ人間。天子によく殴られている。
最近では、彼の家が、天子達が開く「妖精座談会」の会場に（勝手に）毎回利用されている。
ナツミ
二度登場した女子高生。天子・福美の2人に会っている。風貌が『開運貴婦人 マダム・パープル』の山田ヒナギクに似ている。同級生の柴田クンに片思いしている。
一度目は、修学旅行中に女子部屋で福美に遭遇。好きな柴田クンに告白するために2人きりになるチャンスを作って欲しいと頼んだが、福美が作ったシチュエーションが、2人だけが食中毒になって運ばれる、というものだったために、まともに喋ることすらできず、失敗。
二度目は、自宅で天子に遭遇。やはり柴田クンにプレゼントするためのこむずかしいチョコケーキ作りの手伝いを依頼、10数時間かかって何とか完成させたが、最後の仕上げとしてホワイトチョコで名前を入れる際、天子が間違って自分の名前を入れてしまった。
金持ちの爺さん
二度登場した爺さん。
一度目は、昔母が作ったのと同じ味の肉じゃがが食べたいと願った。願いは叶ったが、それは旨味調味料をドバドバ入れて作ったものだった。当時としてはそれが最先端だったらしい。
二度目は、天子が自分の初恋の人にそっくりだと言って写真を見せたが、天子はかなり不満だった。

###### コレクター
こちらも大金持ち。珍しい動物を収集するのが趣味で、現れた妖精達にペットになれと願うが、天子には散々パラサイトで贅沢三昧され、太ったからと泣く泣く出て行った時には土下座して感謝、福美の時は鎖で繋いだら弱るという忠告を無視して繋ぐも千切られ大暴れされで自分が弱って降参と、散々な目に遭っている。
小夢の時はハンパのため、開け放した勝手口から時々ご飯を食べに来るという、「近所全体で飼われている地域の猫」状態になった。
三千華が出た時は、「妖精業界で有名なカモコレクター」と言われ、引き籠って泣いてしまった。
念珍（ねんちん）
寺の修行僧。天子にいろいろ願いを叶えてもらっているが、その度に和尚にドツかれる。
勝手に和尚を生命保険に加入させたり、和尚が長寿世界一になったら生き仏として公開し、儲けて楽な老後を送ると言うなど、黒い部分も結構ある。
僧侶だが寝る時はパジャマで、帽子をかぶる。大の夜遊び好き、女好きでもある。

## 書誌情報
- 安堂友子『インスタントエンジェル天子様が来る!』芳文社〈まんがタイムコミックス〉、既刊1巻（2006年5月8日現在）
  1. 2006年5月23日初版発行（5月8日発売）、ISBN 4-8322-6462-1
- 安堂友子『プレミアム天子様』芳文社〈まんがタイムコミックス〉、2010年5月22日初版発行、ISBN 978-4-8322-6851-7
- 2022年から2023年にかけて電子書籍のみで全6巻の完全版をぶんか社から出版